# Anza (Kalifornia)
Anza – jednostka osadnicza  w stanie Kalifornia, w hrabstwie Riverside. Liczba mieszkańców 3014 (2010).

## Położenie
Osada jest położona na wysokości 1250 m n.p.m., pomiędzy górami: Cahuilla Mountain, Thomas Mountain i Beauty Mountain. Miejscowość położona jest ok. 230 km (143 mil) na południowy wschód od Los Angeles i 56 km na południowy zachód od Palm Springs. Klimat pustynny, wysokogórski.

## Historia
Pierwotnie teren zasiedlony przez plemiona Indian Cauhilla. Prawdopodobnie w latach 1000-1500 n.e. znajdowało się tu duże słodkowodne jezioro Cauhilla Lake. Osadnictwo rozpoczęło się w latach 60. XIX wieku.